# Diskografija The Rolling Stonesa
Ovo je diskografija The Rolling Stonesa koja obuhvaća sva njihova službena i neslužbena izdanja. Budući da je do 1968. godine bilo je uobičajeno da se britanska izdanja izmjene za američko tržište, prvih pet albuma The Rolling Stonesa adaptirano je u 8 albuma za američko tržište. Album Their Satanic Majesties Request bio je prvi koji je sadržavao identične pjesme za oba tržišta.

### Albumi u UK prije 1967.
| Ime albuma               | Datum              | Izdavačka kuća | UK Top Ljestvica | Tiraža |
| ------------------------ | ------------------ | -------------- | ---------------- | ------ |
| The Rolling Stones       | 16. Travanj 1964.  | Decca Records  | 1 (51 tjedana)   |        |
| The Rolling Stones No. 2 | 15. siječnja 1965. | Decca Records  | 1 (37 tjedana)   |        |
| Out of Our Heads         | 24. rujna 1965.    | Decca Records  | 2 (24 tjedna)    |        |
| Aftermath                | 15. travnja 1966.  | Decca Records  | 1 (28 tjedana)   |        |
| Between the Buttons      | 20. siječnja 1967. | Decca Records  | 3 (22 tjedna)    |        |

### Albumi u SAD-u prije 1967.
| Ime albuma                                       | Datum               | Izdavačka kuća | SAD Top Ljestvica | Tiraža     |
| ------------------------------------------------ | ------------------- | -------------- | ----------------- | ---------- |
| The Rolling Stones (England's Newest Hit Makers) | 30. svibnja 1964.   | London Records | 11 (35 tjedana)   | Zlatna     |
| 12 X 5                                           | 17. listopada 1964. | London Records | 3 (38 tjedana)    | Zlatna     |
| The Rolling Stones, Now!                         | 13. veljače 1965.   | London Records | 5 (53 tjedna)     | Zlatna     |
| Out of Our Heads                                 | 30. srpnja 1965.    | London Records | 1 (65 tjedana)    | Platinasta |
| December's Children (And Everybody's)            | 4. prosinca 1965.   | London Records | 4 (33 tjedna)     | Zlatna     |
| Aftermath                                        | 20. lipnja 1966.    | London Records | 2 (50 tjedana)    | Platinasta |
| Between the Buttons                              | 11. veljače 1967.   | London Records | 2 (47 tjedana)    | Zlatna     |
| Flowers                                          | 26. lipnja 1967.    | London Records | 3 (35 tjedana)    | Zlatna     |

### Albumi nakon 1967.
| Ime albuma                      | Datum                                           | Izdavačka kuća         | UK Top Ljestvica | SAD Top Ljestvica | Tiraža                                  |
| ------------------------------- | ----------------------------------------------- | ---------------------- | ---------------- | ----------------- | --------------------------------------- |
| Their Satanic Majesties Request | 8. prosinca 1967. [UK] 9. Prosinac [SAD]        | Decca Records          | 3 (13 tjedana)   | 2 (30 tjedana)    | SAD: Zlatna                             |
| Beggars Banquet                 | 6. prosinca 1968. [UK] 7. Prosinac [SAD]        | Decca Records          | 3 (12 tjedana)   | 5 (32 tjedna)     | SAD: Platinasta                         |
| Let It Bleed                    | 5. prosinac 5 1969. [UK] 29. studenoga 29 [SAD] | Decca Records          | 1 (29 tjedana)   | 3 (44 tjedna)     | UK: Platinasta SAD: 2x Multi-Platinasta |
| Sticky Fingers                  | 23. travnja 23 1971.                            | Rolling Stones Records | 1 (26 tjedana)   | 1 (62 tjedna)     | SAD: 3x Multi-Platinasta                |
| Exile on Main St.               | 12. svibnja 1972.                               | Rolling Stones Records | 1 (16 tjedana)   | 1 (43 tjedna)     | SAD: Platinasta                         |
| Goats Head Soup                 | 31. kolovoza 1973.                              | Rolling Stones Records | 1 (14 tjedana)   | 1 (37 tjedana)    | UK: Zlatna SAD: 3x Multi-Platinasta     |
| It's Only Rock 'n' Roll         | 18. listopada 1974. [UK] 16. Listopad [SAD]     | Rolling Stones Records | 2 (9 tjedana)    | 1 (20 tjedana)    | UK: Zlatna SAD: Platinasta              |
| Black and Blue                  | 23. travnja 1976                                | Rolling Stones Records | 2 (14 tjedana)   | 1 (24 tjedna)     | UK: Zlatna SAD: Platinasta              |
| Some Girls                      | 9. lipnja 1978.                                 | Rolling Stones Records | 2 (25 tjedana)   | 1 (82 tjedna)     | UK: Zlatna SAD: 6x Multi-Platinasta     |
| Emotional Rescue                | 20. lipnja 1980.                                | Rolling Stones Records | 1 (18 tjedana)   | 1 (51 tjedan)     | UK: Zlatna SAD: 2x Multi-Platinasta     |
| Tattoo You                      | 24. kolovoza 1981.                              | Rolling Stones Records | 2 (29 tjedana)   | 1 (58 tjedana)    | UK: Zlatna SAD: 4x Multi-Platinasta     |
| Undercover                      | 7. studenoga 1983.                              | Rolling Stones Records | 3 (18 tjedana)   | 4 (23 tjedna)     | UK: Zlatna SAD: Platinasta              |
| Dirty Work                      | 24. ožujka 1986.                                | Rolling Stones Records | 4 (10 tjedana)   | 4 (25 tjedana)    | UK: Zlatna SAD: Platinasta              |
| Steel Wheels                    | 29. kolovoza 1989.                              | Rolling Stones Records | 2 (18 tjedana)   | 3 (36 tjedana)    | UK: Zlatna SAD: 2x Multi-Platinasta     |
| Voodoo Lounge                   | 11. srpnja 1994. [UK] 12. Srpanj [SAD]          | Virgin Records         | 1 (24 tjedna)    | 2 (38 tjedana)    | UK: Zlatna SAD: 2x Multi-Platinasta     |
| Bridges to Babylon              | 29. rujna 1997. [UK] 30. Rujan [SAD]            | Virgin Records         | 6 (6 tjedana)    | 3 (27 tjedana)    | UK: Zlatna SAD: Platinasta              |
| A Bigger Bang                   | 5. rujna 2005. [UK] 6. Rujan [SAD]              | Virgin Records         | 2 (4 tjedna)     | 3 (19 tjedana)    | UK: Zlatna SAD: Platinasta              |

## Kompilacije
| Ime albuma                                        | Datum                               | Izdavačka kuća         | UK Top Ljestvica | SAD Top Ljestvica | Tiraža                                           |
| ------------------------------------------------- | ----------------------------------- | ---------------------- | ---------------- | ----------------- | ------------------------------------------------ |
| Big Hits (High Tide and Green Grass) (SAD)        | 2. travnja 1966.                    | London Records         | -                | 3 (99 tjedana)    | SAD: 2x Multi-Platinasta                         |
| Big Hits (High Tide and Green Grass) (UK)         | 4. Studeni 1966.                    | Decca Records          | 4 (43 tjedana)   | -                 | -                                                |
| Through the Past, Darkly (Big Hits Vol. 2)        | 12. Rujan 1969.                     | Decca Records          | 2 (37 tjedana)   | 2 (32 tjedna)     | SAD: Platinasta                                  |
| Stone Age                                         | 6. Ožujak 1971.                     | Decca Records          | 4 (7 tjedana)    | -                 | -                                                |
| Gimme Shelter                                     | 10. Rujan 1971.                     | Decca Records          | 19 (5 tjedana)   | -                 | -                                                |
| Hot Rocks 1964–1971                               | 20. Prosinac 1971.                  | ABKCO Records          | -                | 4 (243 tjedna)    | SAD: 12x Multi-Platinasta                        |
| Milestones                                        | 18. Veljača 1972.                   | Decca Records          | 14 (8 tjedana)   | -                 | -                                                |
| Rock'n'Rolling Stones                             | 13. Listopad 1972.                  | Decca Records          | 41 (1 tjedan)    | -                 | -                                                |
| More Hot Rocks (Big Hits & Fazed Cookies)         | 11. Prosinac 1972.                  | ABKCO Records          | -                | 9 (29 tjedana)    | SAD: Zlatna                                      |
| No Stone Unturned                                 | 5. Listopad 1973.                   | Decca Records          | -                | -                 | -                                                |
| Metamorphosis                                     | 6. Lipanj 1975.                     | ABKCO Records          | 45 (1 tjedan)    | 8 (13 tjedana)    | -                                                |
| Made in the Shade                                 | 13. Lipanj 1975.                    | Rolling Stones Records | 14 (12 tjedana)  | 6 (17 tjedana)    | SAD: Platinasta                                  |
| Rolled Gold: The Very Best of Rolling Stones      | 6. Studeni 1975.                    | Decca Records          | 7 (50 tjedana)   | -                 | UK: Zlatna                                       |
| Time Waits For No One                             | 29. Svibanj 1979.                   | Rolling Stones Records | -                | -                 | -                                                |
| Sucking in the Seventies                          | 9. Ožujak 1981.                     | Rolling Stones Records | -                | 15 (12 tjedana)   | SAD: Zlatna                                      |
| Solid Rock                                        | 28. Listopad 1980.                  | Decca Records          | -                | -                 | -                                                |
| In Concert                                        | 21. Srpanj 1982.                    | Decca Records          | 94 (3 tjedna)    | -                 | -                                                |
| Story of The Stones                               | 1. Prosinac 1982.                   | Decca Records          | 24 (12 tjedana)  | -                 | UK: Zlatna                                       |
| Rewind (1971-1984)                                | 29. Lipanj 1984.                    | Rolling Stones Records | 23 (18 tjedana)  | 86 (11 tjedana)   | SAD: Zlatna                                      |
| Singles Collection: The London Years              | 15. Kolovoz 1989.                   | Rolling Stones Records | -                | 91 (22 tjedna)    | SAD: Platinasta                                  |
| Hot Rocks 1964–1971                               | 25. Lipanj 1990.                    | Decca Records          | 3 (24 tjedna)    | -                 | UK: 2x Platinasta                                |
| Jump Back: The Best of The Rolling Stones         | 22. Studeni 1993. 24. Kolovoz 2004. | Virgin Records         | 16 (28 tjedana)  | -                 | UK: 2x Platinasta SAD: Platinasta                |
| Forty Licks                                       | 30. Rujan 2002.                     | Virgin/ABKCO/Decca     | 2 (45 tjedana)   | 2 (48 tjedana)    | UK: 3x Multi-Platinasta SAD: 4x Multi-Platinasta |
| Singles 1963-1965                                 | 26. travnja 2004.                   | ABKCO                  | -                | -                 | -                                                |
| Singles 1965-1967                                 | 12. srpnja 2004.                    | ABKCO                  | -                | -                 | -                                                |
| Singles 1968-1971                                 | 28. veljače 2005.                   | ABKCO                  | -                | -                 | -                                                |
| Rarities 1971-2003                                | 22. Studeni 2005.                   | Virgin Records         | -                | 76 (6 tjedana)    |                                                  |
| Rolled Gold+: The Very Best of the Rolling Stones | 12. Studeni 2007.                   | Virgin Records         | 26 (7 tjedana)   | -                 | -                                                |

## Live albumi
| Ime albuma                                         | Datum              | Izdavačka kuća         | UK Top Ljestvica | SAD Top Ljestvica | Tiraža                     |
| -------------------------------------------------- | ------------------ | ---------------------- | ---------------- | ----------------- | -------------------------- |
| Got Live if You Want It! (samo SAD)                | 10. Prosinac 1966. | London Records         | -                | 6 (48 tjedana)    | SAD: Zlatna                |
| Get Yer Ya-Ya's Out! The Rolling Stones in Concert | 4. Rujan 1970.     | Decca Records          | 1 (16 tjedana)   | 6 (23 tjedana)    | SAD: Platinasta            |
| Love You Live                                      | 23. Rujan 1977.    | Rolling Stones Records | 3 (8 tjedana)    | 5 (17 tjedana)    | UK: Zlatna SAD: Zlatna     |
| "Still Life" (American Concert 1981)               | 1. Lipanj 1982.    | Rolling Stones Records | 4 (18 tjedana)   | 5 (23 tjedna)     | UK: Zlatna SAD: Platinasta |
| Flashpoint                                         | 2. Travanj 1991.   | Rolling Stones Records | 6 (7 tjedana)    | 16 (17 tjedana)   | UK: Srebrna SAD: Zlatna    |
| Stripped                                           | 13. Studeni 1995.  | Virgin Records         | 9 (11 tjedana)   | 9 (19 tjedana)    | UK: Zlatna SAD: Platinasta |
| The Rolling Stones Rock and Roll Circus            | 14. Listopad 1996. | Decca Records          | 12 (4 tjedana)   | 92 (3 tjedna)     |                            |
| No Security                                        | 2. Studeni 1998.   | Virgin Records         | 67 (1 tjedan)    | 34 (8 tjedana)    |                            |
| Live Licks                                         | 1. Studeni 2004.   | Virgin Records         | 38 (4 tjedana)   | 50 (2 tjedna)     | UK: Srebrna SAD: Zlatna    |
| Shine a Light                                      | 1. Travanj 2008.   | Polydor Records        | 2 (5 tjedana)    | 11 (7 tjedana)    | UK: Srebrna                |

## UK EPs
- The Rolling Stones 17. siječnja 1964. Ljestvica EP-a: #1, 57 tjedana na ljestvici
- Five by Five 14.Kolovoz 1964. Ljestvica EP-a: #1, 54 tjedna na ljestvici
- got LIVE if you want it! 11. Lipanj 1965. Ljestvica EP-a: #1, 42 tjedna na ljestvica